# NGC 7059
NGC 7059 est une vaste galaxie spirale intermédiaire (barré ?) située dans la constellation du Paon. Sa vitesse par rapport au fond diffus cosmologique est de 1 608 ± 9 km/s, ce qui correspond à une distance de Hubble de 23,7 ± 1,7 Mpc (∼77,3 millions d'al). NGC 7059 a été découverte par l'astronome britannique John Herschel en 1835.
La classe de luminosité de NGC 7059 est III et elle présente une large raie HI. Selon la base de données Simbad, NGC 7059 est une galaxie à noyau actif.	
À ce jour, 21 mesures non basées sur le décalage vers le rouge (redshift) donnent une distance de 32,629 ± 10,241 Mpc (∼106 millions d'al), ce qui est à l'intérieur des valeurs de la distance de Hubble. Puisque cette galaxie est relativement rapprochée du Groupe local, cette distance est peut-être plus près de sa distance réelle que la distance de Hubble. Notons cependant que c'est avec la valeur moyenne des mesures indépendantes, lorsqu'elles existent, que la base de données NASA/IPAC calcule le diamètre d'une galaxie et qu'en conséquence le diamètre de NGC 7059 pourrait être d'environ 38,1 kpc (∼124 000 al) si on utilisait la distance de Hubble pour le calculer.